# USS LST-459
O USS LST-459 foi um navio de guerra norte-americano da classe LST que operou durante a Segunda Guerra Mundial.